# Humphrey Ker
David Humphrey Rivers Ker, född den 11 oktober 1982 i London, är en brittisk skådespelare och komiker. Han är även VD för fotbollsklubben Wrexham AFC.

## Biografi

### Privatliv
Ker föddes 1982 i London till föräldrarna David Peter James Ker och Alexandra Mary. Ker gick på Eton College och studerade sedermera historia vid Edinburghs universitet. Ker gifte sig 2015 med den amerikanska manusförfattaren och redaktören Megan Ganz.

### Karriär
Ker bildade tillsammans med David Reed och Thom Tuck, vilka han lärt känna då han engagerat sig för studentteatern vid Edinburghs universitet, komikertrion The Penny Dreadfuls 2006. Komikertrion har bland annat gjort sig känd för sina humoristiska radioprogram som sänts av bland andra BBC Radio 4.
Under 2010-talet har Ker allt mer skapat sig en solokarriär. Han genomförde sin första solokomikerturné, kallad Humphrey Ker is...Dymock Watson: Nazi Smasher!, 2011, för vilken han blev utsedd till årets nykomling vid Foster's Edinburgh Comedy Award. Ker har även deltagit i flera radioprogram i BBC, bland annat som programledare för humorprogrammet Sketchorama, samt spelat i den amerikanska situationskomediserien American Auto.
Sedan 2021 är Ker även VD för fotbollsklubben Wrexham AFC.